# Phêrô Kim Ngôn
Phêrô Kim Ngôn (tiếng Hy Lạp: Ἅγιος Πέτρος ὁ Χρυσολόγος, nghĩa là Phêrô "có lời nói vàng"; 380 - 450) là Giám mục thành Ravenna (nước Ý) từ khoảng năm 433 cho đến khi ông qua đời. Ông được Giáo hội Công giáo Rôma tôn làm thánh và được Giáo hoàng Biển Đức XIII phong làm Tiến sĩ Hội Thánh vào năm 1729.

## Tiểu sử

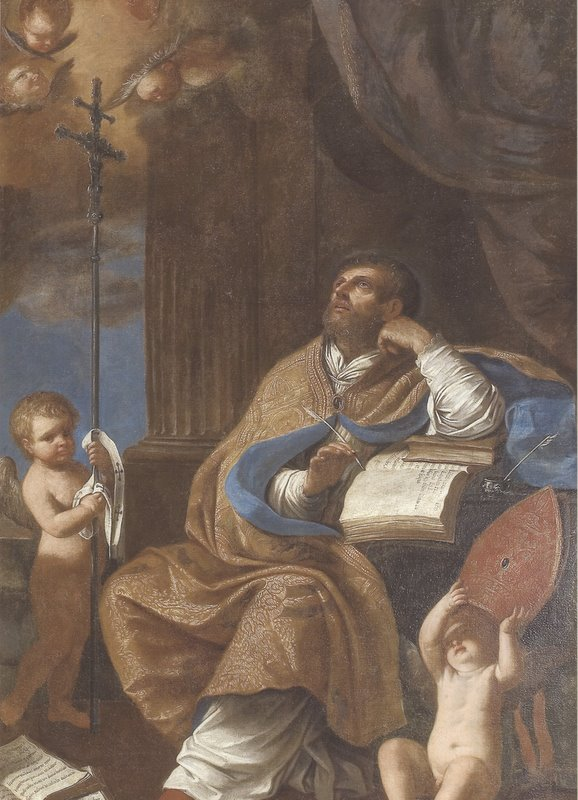
Thánh Phêrô Kim Ngôn, bảo tàng Diocesan, Imola

Phêrô sinh trưởng tại một thị trấn nhỏ miền Imola, nước Ý. Thuở nhỏ, ông được Giám mục Cornelius của giáo phận Imola dạy dỗ và phong thừa tác vụ phó tế. Khi tổng Giám mục của giáo phận Ravenna qua đời, Giáo hoàng Xíttô III đã bổ nhiệm Phêrô về đây để thay thế. Lúc ấy khoảng năm 433, với cương vị là Giám mục, Phêrô đã làm việc rất có hiệu quả. Ông đã loại bỏ hết các thói trần tục của dân ngoại vốn tồn tại trong giáo phận này suốt nhiều năm qua, nâng đỡ đức tin của Kitô hữu trong giáo phận. Cũng từ lúc này, Giám mục Phêrô bắt đầu nổi danh nhờ tài giảng thuyết, khiến người ta đã đặt cho ông biệt danh là "Chrysologos" có nghĩa là Kim Ngôn - "lời vàng". Phêrô thuyết giảng với lòng nhiệt thành bốc lửa đến nỗi người ta phải nín thở mỗi khi nghe ông nói. Ông đã để lại khoảng 180 bài diễn thuyết có giá trị. Phêrô Kim Ngôn qua đời năm 450 tại Imola, quê hương ông. 